# Ricardo Martinelli
Ricardo Alberto Martinelli Berrocal (sinh ngày 11 Tháng 3 năm 1952) là một nhà kinh doanh Panama, là Tổng thống Panama thứ 49 từ năm 2009. Ông là một người Panama có cha là người Ý.
Sinh ra trong Thành phố Panama, Ricardo Martinelli là con trai của Ricardo Martinelli Pardini và Gloria Berrocal Fabrega Ông học ở Học viện quân sự Staunton tại Staunton, Virginia ở Hoa Kỳ. Năm 1973, ông tốt nghiệp cử nhân quản trị kinh doanh từ Đại học Arkansas. Ông có bằng thạc sĩ quản trị kinh doanh từ trường kinh doanh INCAE năm 1977, tốt nghiệp từ khu trường sở ở Nicaragua.